# بخش ایثار
بخش ایثار یکی از بخش‌های شهرستان مروست در استان یزد ایران است.

## تقسیمات کشوری
- بخش ایثار
  - دهستان ایثار
  - دهستان توتک

## جمعیت
براساس سرشماری عمومی نفوس و مسکن در سال ۱۳۹۵، جمعیت بخش ایثار برابر با ۲٬۵۲۴ نفر بوده‌است.